# Російське радянське урядове бюро

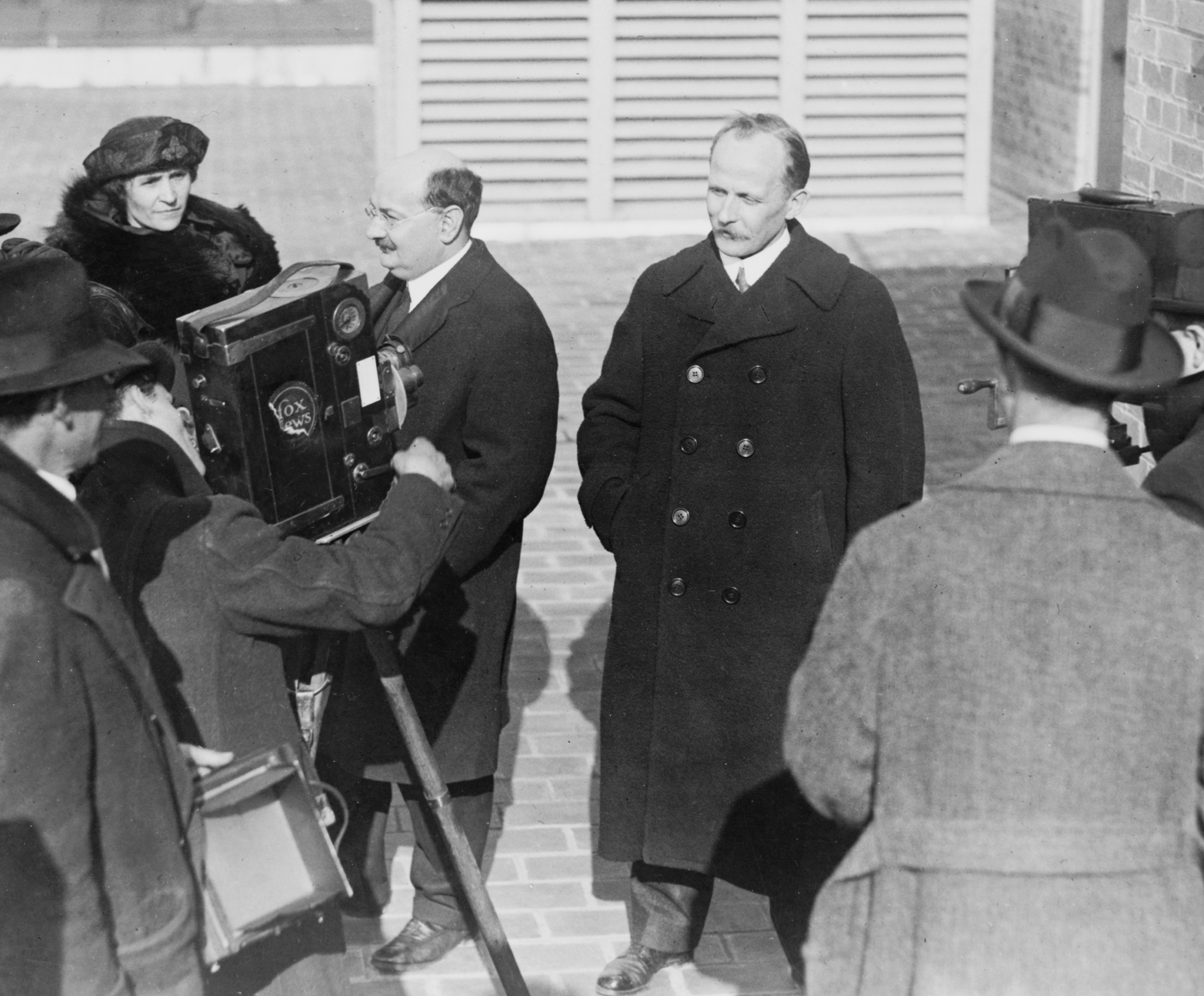
Пані і пан Сантері Нуортева і Людвіг Мартенс з Російського Радянського урядового бюро позують операторам кінохроніки, 1920 рік.

Російське радянське урядове бюро (1919-1921), іноді відоме як «Радянське бюро», 
англ. Russian Soviet Government Bureau — була неофіційною дипломатичною організацією, створеною Російською Радянською Федеративною Соціалістичною Республікою в США під час громадянської війни в Росії. Радянське бюро в першу чергу функціонувало як торговельне та інформаційне агентство радянського уряду. У 1919 році за підозрою в участі в політичній підривній діяльності правоохоронні органи за наказом Комітету Луска законодавчого органу штату Нью-Йорк провели обшук у Радянському бюро. На початку 1921 року діяльність Бюро було припинено.

## Історія

### Заснування
Десь у січні 1919 року кур'єр, що діяв від імені уряду Радянської Росії, зв'язався з Людвігом Мартенсом, авторитетним редактором газети рос. "Новый мир", газети Російської соціалістичної федерації Соціалістичної партії Америки, призначивши його своїм представником у Сполучених Штатах. Було вжито заходів для організації офісного штату, в тому числі комерційного відділу на чолі з промисловцем Абрагамом А. Геллером, дипломатичного відділу на чолі з колишнім керівником Фінського інформаційного бюро Сантері Нуортева та юридичного відділк на чолі з лідером Соціалістичної партії Моррісом Гіллквітом.
19 березня 1919 року Мартенс зв'язався з Державним департаментом США з метою вручити дипломатичні вірчі грамоти, підготовлені для нього наркомом закордонних справ Георгієм Чичеріним. Чичерін уповноважив Мартенса заволодіти всім нерухомим майном і майном, що раніше належало посольствам і консульствам Тимчасового уряду Росії, отримувати і виплачувати гроші від імені радянського уряду, а також вимагати і відповідати на всі судові претензії від імені Радянської Росії.
Оскільки економіка Радянської Росії була на межі колапсу, адміністрація Вудро Вільсона не бажала надавати офіційне дипломатичне визнання, однак натомість зберігала вичікувальну позицію, дозволяючи радянському уряду створити тимчасове агентство в Нью-Йорку. Бюро російського радянського уряду було тимчасовою організацією, заснованою Мартенсом замість визнаного дипломатичного посольства. Бюро мало офіси в "World Tower Building", розташованому за адресою 110 West 40th Street на Мангеттені. 
Було найнято 35 співробітників, у тому числі колишнього редактора «рос. Нового Мира» та прихильника Комуністичної робочої партії Григорія Вайнштейна як офіс-менеджера. Як адміністративний голова, комерційний аташе та фінансовий радник Юліус Хаммер, батько Арманда Хаммера, отримав завдання забезпечувати підтримку Російського Радянського урядового бюро та фінансував Бюро шляхом відмивання грошей, отриманих від незаконного продажу контрабандних алмазів через його компанії Allied Drug, а його партнер по Allied Drug, Абрахам А. Геллер, очолював комерційний відділ Бюро. Як зазначив історик Теодор Дрейпер, природа і діяльність Радянського бюро були незвіданими:

"Для бюро Мартенса не було прецедентів. Воно було створено як дипломатична місія, без дипломатичного визнання. Воно складалося переважно з американців, а решта, як і сам Мартенс, були відрізані від прямих контактів з Росією протягом багатьох років. Єдиним способом зв'язку були кур'єри, але вони були настільки повільними і непевними, що Мартенсу знадобилося два місяці, щоб зв'язатися з радянським урядом".
Таємна місія до Росії в березні 1919 року, проведена представником адміністрації Вільсона Вільямом К. Булліттом для оцінки економічної та політичної системи там, завершилася негативним звітом, в якому наголошувалося на різних звірствах, скоєних від імені більшовицького режиму, фактично позбавляючи будь-яких шансів на офіційне визнання ініціативи Мартенса. Незважаючи на рішення відмовитися від офіційного визнання, Державний департамент не став негайно домагатися усунення Мартенса, натомість вирішив порадити американцям бути «надзвичайно обережними» у своїх відносинах з Радянським бюро.

### Торговельна агенція
Зважаючи на те, що шанси на офіційне визнання були явно були втрачені з самого початку, Радянське бюро зосередило свої зусилля на налагодженні комерційних контактів з американським бізнесом. Мартенс намагався заволодіти активами, які раніше належали Тимчасовому уряду, і використати ці кошти як частину програми на 200 мільйонів доларів для придбання товарів і засобів виробництва для більшовицького уряду Росії, що бореться за владу. Мартенс заявив, що з поваленням Тимчасового уряду в результаті російської революції 1917 року посада посла Бориса Бахметева стала вакантною, а активи, які раніше належали йому, легально перейшли до нового режиму.
У той час як зусилля отримати величезні активи зійшли нанівець, контакти з американськими компаніями, які прагнули мати справу з Радянською Росією, виникли швидко і шалено. Наприкінці першого місяця права рука Мартенса, фінський соціаліст Сантері Нуортева, заявив пресі, що «ми завалені проханнями про комерційні зв’язки».
Цей темп прискорився у квітні 1919 року, коли Російське бюро розіслало листи із запитами до 5 000 американських фірм та розповсюдило прес-підбірки до 200 газет, орієнтованих на торгівлю. Численні фірми зацікавилися та надіслали своїх представників до Нью-Йорка для прямих переговорів із Мартенсом та його колегами, серед яких були такі промислові гіганти, як Ford Motor Company, м’ясопакувальники Armor and Company та Swift and Company, виробник сільськогосподарської техніки International Harvester, компанія з виготовлення бавовняної продукції Marshall Field and Company і Sears, Roebuck and Company.
Дійсно, протягом короткого періоду активної діяльності радянського торговельного агентства, припиненої внаслідок рейду 12 червня 1919 року, з Російським бюро зв'язалася приблизно 941 американська компанія, яка прагнула продавати товари до Радянської Росії або отримувати товари з неї. До кінця 1919 року Радянське бюро підписало контракти на загальну суму майже 25 мільйонів доларів. Це було лише першою ластівкою у зростаючому потоці торгівлі, а до травня 1920 року радянські контракти з американськими компаніями перевищили позначку у 300 мільйонів доларів.

### Пропагандистське агентство

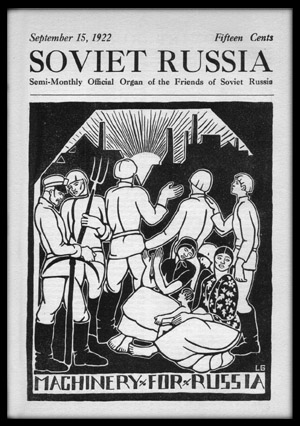
Журнал "Советская Россия", започаткований як видання Російським радянським урядовим бюро, згодом перейшов до організації "Друзі Радянської Росії".

На додаток до своєї ролі торгового представництва уряду Радянської Росії в Америці, Російське бюро  також виконувало пропагандистську функцію, намагаючись протидіяти "кампанії навмисного перекручування фактів, яку ведуть вороги російських робітників" у пресі.  З перших днів свого існування Радянське бюро видавало щотижневий інформаційний бюлетень, який згодом перейшов до журнального формату під назвою "Радянська Росія": Тижневик, присвячений поширенню правди про Росію, з 9 червня 1919 року.
"Радянська Росія" включала передруки промов чиновників Російського бюро, новини та коментарі на підтримку радянської сторони у громадянській війні, що тривала в Росії, а також заяви вищих посадових осіб радянського уряду з питань торгівлі та світової політики.
У той час як публікація такого тарифу здавалася слушною для Радянського бюро та його політичних прихильників, присутність більшовицької пропагандистської агенції в самому центрі Нью-Йорка стала загальновідомим тривожним сигналом для консервативних опонентів радянського режиму. Російське радянське державне бюро стало головною мішенню так званого Комітету Луска, створеного законодавчими зборами штату Нью-Йорк для розслідування радикальної діяльності в штаті Нью-Йорк.

### Відносини з американським комуністичним рухом
Мартенс і його співробітники прийняли низку запрошень виступити на радикальних зборах у Нью-Йорку та інших місцях, діяльність, яка викликала гнів консервативних сил в Америці. Мартенс підтримував тісний контакт і теплі стосунки з Соціалістичною партією Америки і Комуністичною робочою партією Америки (CLP), які виникли з організованого лівого крила Комуністичної партії США наприкінці 1919 року. 

Відносини з конкуруючою Комуністичною партією Америки були, однак, холодними, оскільки потужна Російська соціалістична федерація цієї організації прагнула контролювати діяльність і гаманець Мартенса та Радянського бюро в Америці. Історик чітко підсумував перспективу комуністичного крила російської колонії в Америці:
 
«Лідери Російської Федерації... без вагань поширили свою юрисдикцію на офіційне радянське відомство... Вони вважали, що комерційні та торговельні відносини були безглуздими цілями. Мало значення лише поширення пролетарської революції. Якби революція перемогла за межами Росії, тоді комерційні і торгові відносини виникли б самі собою. Якщо світова революція зазнає невдачі, комерційні та торговельні відносини не допоможуть російській революції вижити. По суті, американські росіяни сприйняли буквально те, що говорили самі російські лідери про необхідність світової революції, щоб врятувати російську революцію, і, роблячи це, вони стали більш доктринерами, ніж їхні вчителі»   
У той час як нарком закордонних справ Чичерін остаточно став на бік Мартенса, зберігаючи фінансову та організаційну незалежність від Комуністичної партії США, відносини між Радянським бюро та партією були зірвані.

### Рейд
28 березня 1919 року та 11 квітня 1919 року The New York Times опублікувала статті із закликом закрити те, що вона вважала нелегальним представництвом Радянського бюро.
Комітет Луска в Нью-Йорку та низка урядових установ провели розслідування щодо Російського радянського урядового бюро до того, як його офіс був обшуканий, включаючи розслідування Міністерства юстиції США, Міністерства фінансів США, Управління військової розвідки та Ради з питань військової торгівлі. Інформація була надана відповідно до запиту, причому співробітник радянського бюро Еванс Кларк зазначив помічнику директора Ради з питань військової торгівлі Дж. М. Бодману на зустрічі 25 квітня 1919 року, що бюро "не має чого приховувати" і "з радістю надасть інформацію тим, хто має на неї право". Крім того, Мартенс і його адвокат Чарльз Рехт особисто зустрічалися з чиновниками Міністерства юстиції у квітні та травні, а Кларк їздив до Вашингтона, щоб проконсультуватися з особистим секретарем генерального прокурора США О. Мітчеллом Палмером.
У той час як федеральні чиновники, схоже, зайняли вичікувальну позицію щодо радянського бюро, політики та правоохоронні органи штату Нью-Йорк керувалися більш нагальними інтересами. У четвер, 12 червня 1919 року, поліція Нью-Йорка несподівано провела обшук в офісі Російського радянського урядового бюро на West 40th Street за наказом новоствореного Об'єднаного законодавчого комітету штату з розслідування підривної діяльності (відомого як "Комітет Ласка"). Було видано ордер на обшук, і з приміщення було вилучено "кожен клаптик письмового чи друкованого паперу" — матеріал, який пізніше Комітет Луска на дозвіллі розбирав на докази незаконної підривної діяльності та подальших радикальних зв'язків, які комітет мав би дослідити.

Радянське бюро висловило гучний протест проти дій Комітету Луска:
 
"Вторгнення в приміщення російського радянського уряду було абсолютно необґрунтованим і незаконним. Бюро Російського Радянського Уряду сумлінно утримувалося від втручання в американські справи. Його діяльність завжди була відкрита для розслідування будь-ким, хто чесно шукав інформацію про Радянську Росію або про діяльність Бюро. Тільки існуючий стан істеричної реакції, старанно підживлюваної наполегливою кампанією наклепів на Радянську Росію, може пояснити, чому були зроблені такі радикальні кроки у справі, де просте розслідування дозволило б отримати всю необхідну інформацію — без порушення закону і перших принципів міжнародної гостинності".  
Мартенса, який пішов у підпілля і часто переховувався в домі Юліуса Хаммера, згодом викликали в суд і викликали в комітет для дачі свідчень.

## Слухання
Організація була предметом слухань у Сенаті США з січня по березень 1920 року. 17 грудня 1920 року Міністерство праці Сполучених Штатів вирішило депортувати Мартенса.
У січні 1921 року Мартенс остаточно покинув Сполучені Штати. Робота організації припинилася з відходом її лідера.

## Ключові учасники
| - Борис Рустам Бек - Еванс Кларк - Якоб В. Гартман - А. А. Геллер | - Лео А. Хойбш - Морріс Гіллквіт - Ісаак А. Гурвіч - Єва Йоффе | - Ломоносов Георгій Васильович - Людвіг Мартенс - Сантері Нуортева - Григорій Вайнштейн |